# Vincenzo Ferrera
Vincenzo Ferrera (né le 21 avril 1973 à Palerme) est un acteur italien, actif dans le domaine de la télévision et du cinéma.

## Biographie
Né à Palerme en 1973, il participe en 2008 au feuilleton Rai3 Agrodolce (it) dans le rôle de Stefano Martorana. 
Parmi ses autres œuvres, on retiendra : le film Gli angeli di Borsellino en 2003, la mini-série Un papà quasi perfetto (it) , diffusée par Rai 1, en ou il est co-protagoniste avec Michele Placido , diffusé en 2007 sur Canale 5, Le Treizième Apôtre, Le Jeune Montalbano, Un posto al sole, dans le rôle d'Eduardo Nappi.

## Filmographie

### Télévision
- Mare fuori, première saison - en cours